# 까부르기

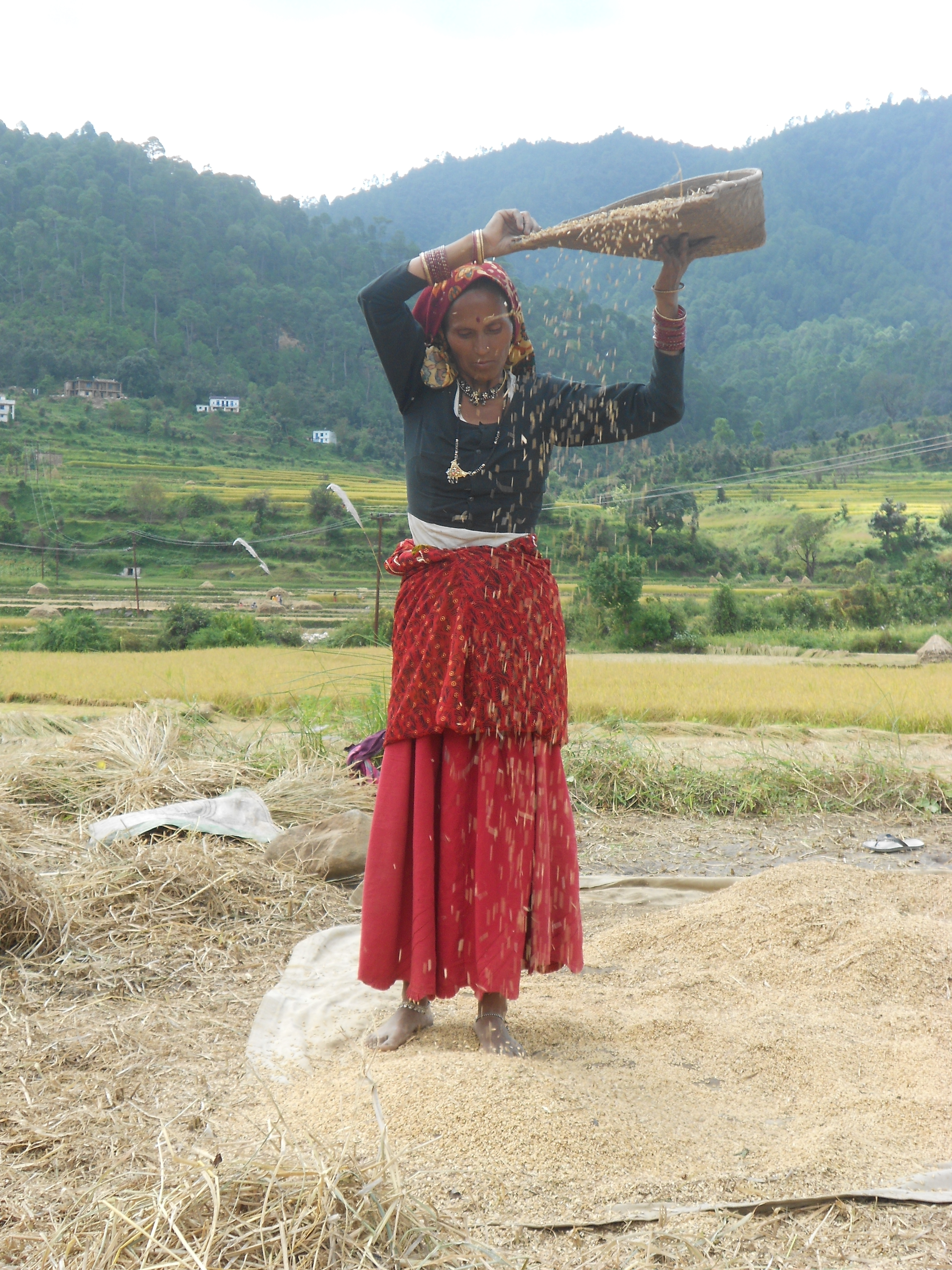
쌀을 까부르는 인도 여성.

까부르기(winnowing)는 곡물의 알곡에서 겨를 분리하는 과정이다. 까부르기는 수확의 일환으로서 탈곡의 다음 과정으로서 수행된다.
가장 단순한 형태의 까부르기는 키질로, 알곡과 겨의 혼합물을 공중에 띄어서 바람이 가벼운 겨만 날려보내고 무거운 알곡은 도로 키에 떨어지게 하는 수법이다. 그 밖에도 풍구와 같은 기계를 사용하는 방식 등이 있다.